# Henry Murphy
Harold Lawson "Henry" Murphy (Dublín, 12 de desembre de 1882 – Notting Hill, Londres, 5 de gener de 1942) va ser un jugador d'hoquei sobre herba irlandès que va competir a principis del segle xx.
El 1908 va prendre part en els Jocs Olímpics de Londres, on va guanyar la medalla de plata en la competició d'hoquei sobre herbal, com a membre de l'equip irlandès.